# Julien Walckiers
Julien Walckiers, est un architecte et homme politique belge né à Bruxelles le 24 juin 1870 et décédé à Woluwe-Saint-Lambert le 15 avril 1929.
Il est le neveu du peintre Gustave Walckiers.
Outre sa carrière d'architecte il eut une activité politique qui le vit devenir tour à tour conseiller communal puis échevin des finances de la commune bruxelloise de Woluwe Saint-Lambert.
Parmi ses œuvres, l'église Saint-Henri à Woluwe Saint-Lambert est la plus connue.

## Œuvres
Outre ses œuvres marquantes - l'église Saint-Henri, les bâtiments scolaires du Sacré-Cœur de Linthout, l'église néo-gothique bordant le rue Bâtonnier Braffort, il reste de lui de nombreuses maisons de style éclectique.
- 1904 : rue Bâtonnier Braffort 5 et 7, deux maisons commerciales de style néogothique.
- 1906 : rue d'Oultremont, 24, maison néo-gothique.
- 1907 : rue de l'Amazone,33, maison de style éclectique peinte en plusieurs couleurs.
- 1908-1914 : église Saint-Henri[3].
- 1913 : rue Père de Deken, 14, maison de style Beaux-Arts.
- 1904 : bâtiments de style néogothique de l'école du Sacré-Cœur de Linthout.
- 1914-1919 : église néogothique en bordure de la rue Bâtonnier Braffort.